# Объединённая церковь Христа
Объединённая церковь Христа (ОЦХ; англ. United Church of Christ, UCC) — конгрегационалистская американская церковь одна из протестантских деноминаций в США. Является одной из мейнстрим-прогрессивных церквей в США, принимая секулярное христианство, теистический эволюционизм, историческую библейскую критику, уравнивания прав женщин и прав ЛГБТ.
Объединённая церковь Христа организационно не связана с «Церквями Христа» (также «Ученики Христа»), основанными Томасом и Александром Кэмбеллами.

## История
Конгрегационалистская традиция ведёт родословную от приходов пуритан и пилигримов — первых протестантских поселенцев на северо-востоке нынешних США. Также имеется определённое влияние лютеранства. В 1931 году Национальный совет конгрегационалистских церквей Соединённых Штатов (National Council of the Congregational Churches of the United States) и Генеральная конвенция Христианской церкви (General Convention of the Christian Church) (реставрационисты) объединились в Конгрегационалистскую христианскую церковь (Congregational Christian Churches). В 1934 году Евангелический синод Северной Америки (Evangelical Synod of North America) (преимущественно немецкие лютеране) и Реформатская церковь в Соединённых Штатах (Reformed Church in the United States) (преимущественно немецкие и нидерландские кальвинисты, несогласное с объединением меньшинство продолжило существование под названием Реформатская церковь в Соединённых Штатах) объединились в Евангелическую и реформатскую церковь (Evangelical and Reformed Church). В 1945 и 1955 году из частей Конгрегационалистской христианской церкви несогласными с объединением были созданы Национальная ассоциация конгрегационалистских христианских церквей (National Association of Congregational Christian Churches) и Консервативную конгрегационалистскую христианскую церковь (Conservative Congregational Christian Conference) соответственно. В 1957 году Конгрегационалистская христианская церковь (Congregational Christian Churches) и Евангелическая и реформатская церковь (Evangelical and Reformed Church) объединились в ОЦХ.

## Структура
ОЦХ состоит из конференций (Conferences), конференции на ассоциации (Association), ассоциации из приходов (Local churches). Высший орган — Генеральный синод (General Synod). ОЦХ насчитывает около 1-2 миллионов прихожан и 5700 приходов (в основном в США).

## Факты
Эта церковь последовательно либеральна в отношении прав человека, прав женщин и гомосексуалов, благословляет однополые браки.

## Известные члены
- Калвин Куллидж — американский политик, 30-й Президент США (1923—1929) от Республиканской партии.
- Пауль Тиллих — немецко-американский теолог и философ.
- Барак Обама[6] — американский политик, 44-й Президент США (2009—2017) от Демократической партии, лауреат Нобелевской премии мира (2009). Обама был крещён в UCC и являлся членом церкви, но во время президентства посещал Африканскую методистскую епископальную церковь[англ][7].
- Эмми Клобушар — американский политик, член Демократической партии, сенатор от штата Миннесота.